# Nelson McDowell
Pour les articles homonymes, voir McDowell.
Nelson McDowell est un acteur américain, né à Greenville  au Missouri, le 14 août 1870, et mort à Hollywood, Californie, le 3 novembre 1947. 

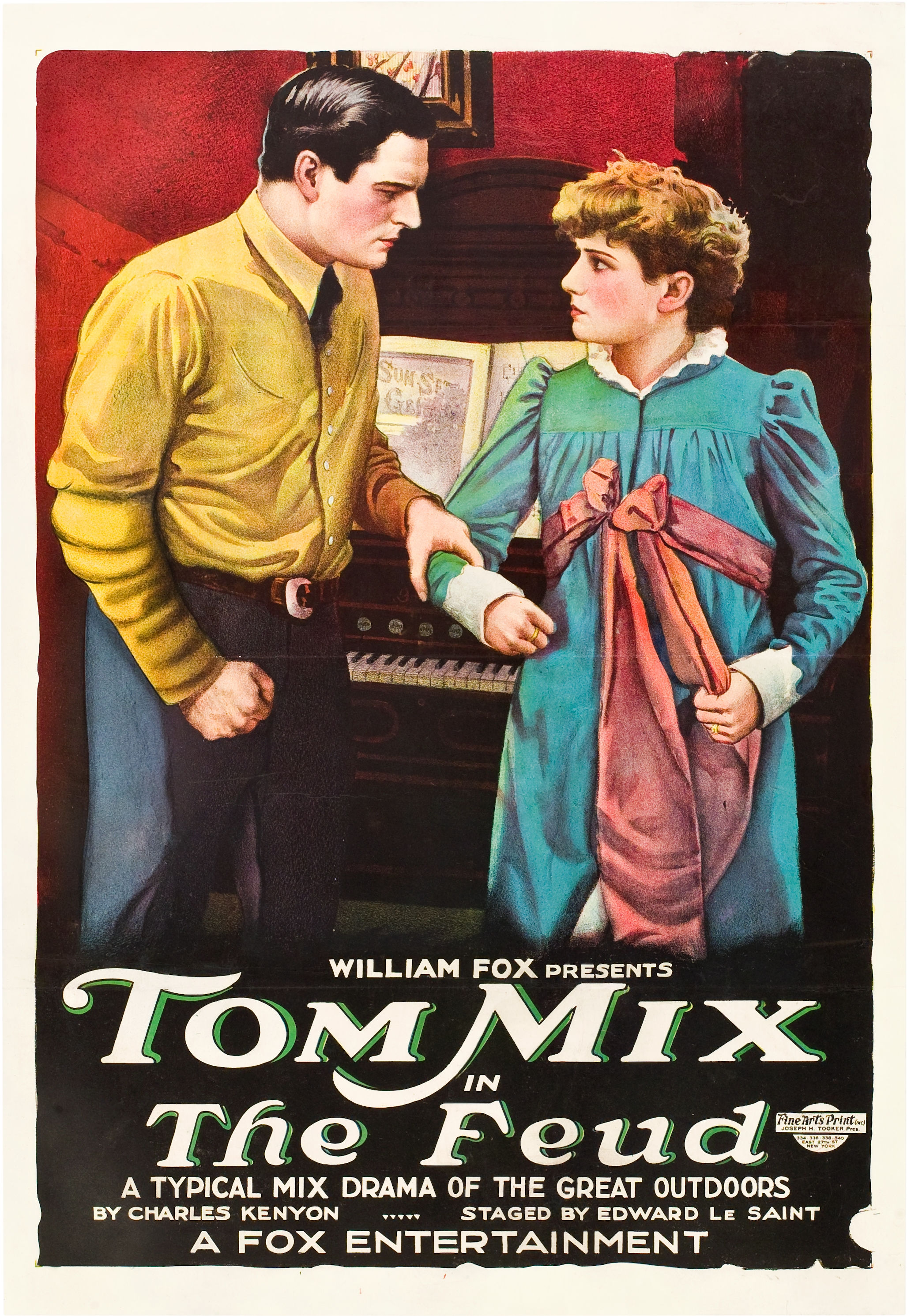
Affiche de son premier film The Feud.

## Biographie
Il débute au théâtre dans les années 1890 alors que le cinéma n’existe pas encore.
En 1919, il gagne Hollywood et tourne son premier film The Feud, un western.
À l’avènement du cinéma parlant, il a déjà une soixantaine de films à son actif dont Scaramouche et Le Monde perdu et,  entre 1930 et 1945, il sera au générique de plus de 80 productions.
Son physique et son allure dégingandée, ses traits émaciés, lui valent souvent des rôles de juges, de croque-morts, de médecins et de pasteurs, aux côtés des plus grands, John Wayne, Randolph Scott, Gary Cooper, Henry Fonda ou encore Tyrone Power.
Atteint d’un cancer, il se suicidera le 3 novembre 1947. 

## Filmographie partielle
- 1917 : The Scarlet Car de Joseph De Grasse
- 1919 : The Feud (en) de Edward LeSaint
- 1920 : Masked (en) de  Mack V. Wright
- 1920 : Down Home d'Irvin Willat
- 1920 : Le Dernier des Mohicans  (The Last of the Mohicans) de Clarence Brown et Maurice Tourneur : David Gamut
- 1921 : Hurle à la mort (The Silent Call) de Laurence Trimble
- 1922 : Oliver Twist  de Frank Lloyd
- 1922 : The Girl Who Ran Wild de Rupert Julian
- 1923 : The Girl of the Golden West (en) de Edwin Carewe
- 1924 : Le luron de l'Huron (en) (The Ridin' Kid from Powder River) de Edward Sedgwick
- 1924 : Le Fatal Mirage (The Shooting of Dan McGrew) de Clarence G. Badger
- 1925 : Une nuit de folie (Manhattan Madness) de John McDermott
- 1925 : Idaho (en) de  Joseph Kane
- 1926 : The Frontier Trail (en) de  Scott R. Dunlap : Pawnee Jake
- 1926 : Fighting with Buffalo Bill (en) de  Ray Taylor : Lem Brady
- 1927 : Great Mail Robbery de George B. Seitz : sheriff
- 1927 : Le Rappel (The Bugle Call) de Edward Sedgwick : Luke
- 1927 : The Claw de Sidney Olcott : 	Scout Mac Bourney
- 1928 : The Little Shepherd of Kingdom Come d'Alfred Santell : Old Joel Turner
- 1928 : The Vanishing Rider (en) de Ray Taylor : Pop Smith
- 1928 : Amour d'indienne (Kit Carson) de Lloyd Ingraham et Alfred L. Werker : Jim Bridger
- 1928 : Heart Trouble (en) de Harry Langdon : Conductor
- 1929 : Queen of the Northwoods (en) de Spencer Gordon Bennet et Thomas Storey : Flapjack
- 1931 : The Texas Ranger (en) de D. Ross Lederman : 'High-Pockets'
- 1932 : Le Dernier des Mohicans (en) (The Last of the Mohicans) de Ford Beebe et William Reeves Easton : David Gamut
- 1935 : Born to Battle de Harry S. Webb : Lem Blinky Holt
- 1935 : Le Cavalier de l'aube (The Dawn Rider) de Robert N. Bradbury : Bates